# رود اوهاتا
رود اوهاتا (به لاتین: Ōhata River) یک رود در ژاپن است که در استان آئوموری واقع شده‌است.